# Trisetum agrostideum
Trisetum agrostideum là một loài thực vật có hoa trong họ Hòa thảo. Loài này được (Laest.) Fr. miêu tả khoa học đầu tiên năm 1845.